# Bela menkhorsti
Bela menkhorsti is een slakkensoort uit de familie van de Mangeliidae. De wetenschappelijke naam van de soort is voor het eerst geldig gepubliceerd in 1988 door van Aartsen.